# Soju
Il soju (소주?, 燒酒?) è un distillato originario della Corea. La gradazione alcolica varia dal 12,9% al 53%, ma la variante più diffusa è intorno al 20%.
Tradizionalmente si ottiene da riso, orzo o frumento, ma i moderni produttori utilizzano anche tapioca e patata.

## Etimologia
La parola "soju" (소주?, 燒酒?) significa "liquore bruciato" ed è composta da due sillabe: so (소?, 소?; lett. "bruciare"), che rimanda al calore generato in fase di distillazione, e ju (주?, 酒?), che in coreano si usa per riferirsi alle bevande alcoliche come il brandy. Secondo il Dizionario Merriam-Webster, fece la sua prima apparizione nel lessico inglese americano nel 1951, mentre nel 2016 fu inserita nell'Oxford Dictionary of English.
Un altro nome del soju è noju (노주?, 露酒?; lett. "liquore di rugiada"), che paragona il rumore prodotto dall'alcol mentre viene distillato alle gocce di rugiada. Nell'area attorno a Kaesŏng viene chiamato arakju (아락주?), rimandando alla sua derivazione dall'arak.

## Storia e produzione
Per quanto riguarda la nascita del soju in Corea ci sono due teorie che lo posizionano in due epoche diverse. La prima lo colloca ai tempi della dinastia Silla (668-935 d.C.) che è stata fautrice di floridi scambi commerciali con le popolazioni arabe che già conoscevano le tecniche di distillazione da cui ottenevano l'arak. La seconda lo colloca ai tempi in cui il Goryeo fu uno stato vassallo dell'Impero Mongolo, ovvero tra il 1270 e il 1356 d.C., e fu proprio quest'ultimo ad introdurre l'arte della distillazione in Corea grazie alle tecniche apprese dai persiani. Il soju di Andong, da cui derivò poi la bevanda moderna, era inizialmente un liquore casalingo prodotto attorno alla base logistica mongola.

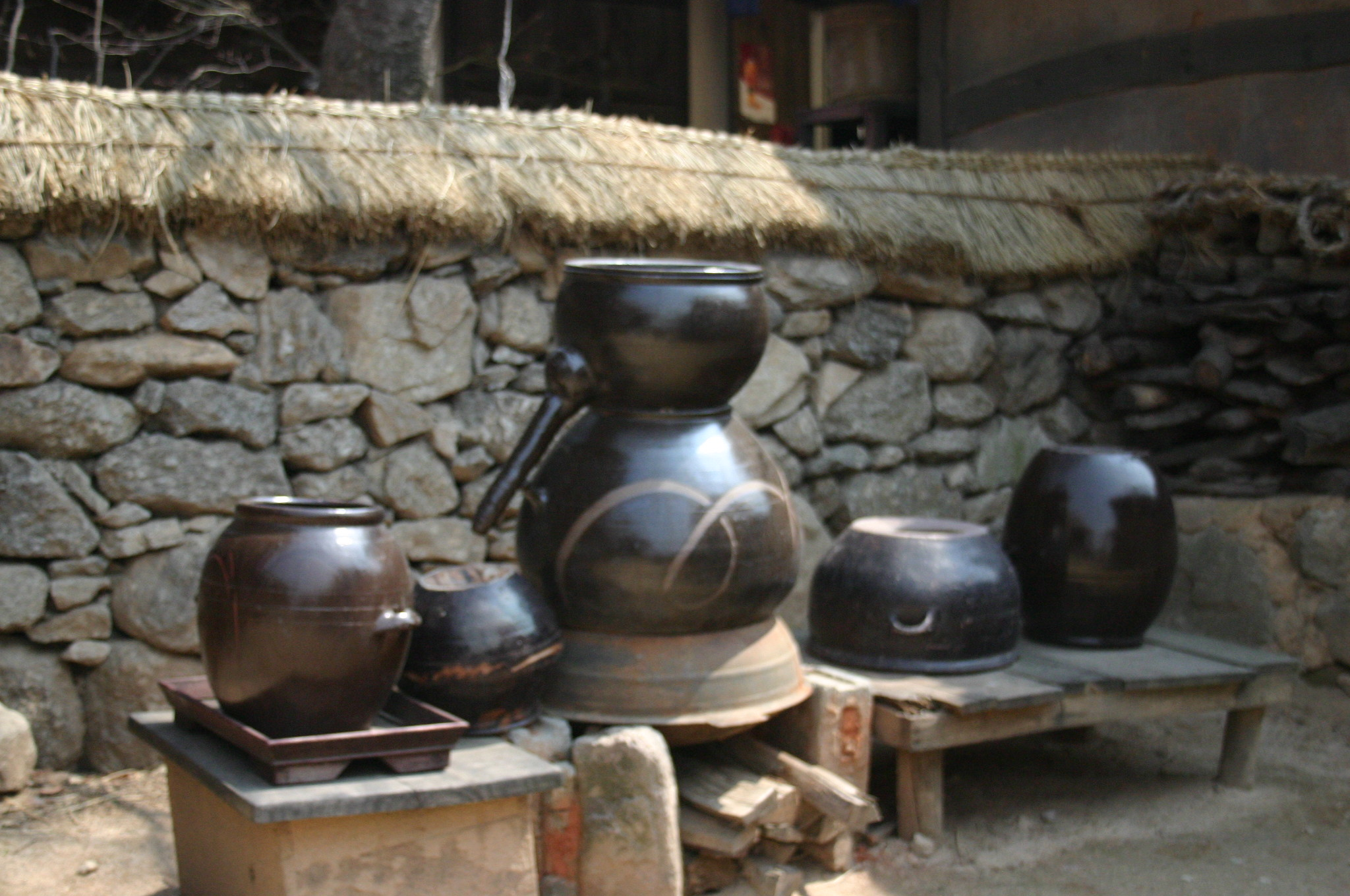
Da sinistra: sot (calderone), soju gori (apparecchio per la distillazione) e hangari (contenitori di terracotta) per la produzione tradizionale del soju.

Tradizionalmente, il soju si ottiene distillando l'alcol dai cereali fermentati. Il vino di riso per il soju distillato viene solitamente fermentato per circa 15 giorni e il processo di distillazione prevede l'ebollizione del vino di riso maturato e filtrato in un sot (calderone) coperto da un apparecchio di distillazione a due piani con una tubatura chiamato soju gori. Negli anni Venti in Corea esistevano oltre 3.200 birrifici di soju.
Fino al 1965, il soju era un distillato con gradazione alcolica del 35%, dopodiché ne apparve una tipologia diluita con gradazione del 30% quando il governo della Corea del Sud proibì la tradizionale distillazione dal riso per far fronte alla carenza di questo cereale. Si passò quindi alla distillazione dell'etanolo dalle batate e dalla tapioca, a cui venivano aggiunti aromi, dolcificanti e acqua. Fino ai tardi anni Ottanta, il dolcificante più comune era la saccarina, poi sostituita con lo stevioside.
Durante gli anni Settanta, il governo iniziò a monopolizzare le industrie del soju, accorpando tra loro le piccole aziende locali, all'epoca circa 300. Ad ogni provincia venne assegnato un produttore, ciascuno dei quali dovette creare una marca di soju che rappresentasse la sua regione. Il governo approvò poi due politiche per proteggere le imprese locali e scoraggiare un'eccessiva concorrenza: la prima richiedeva che ciascun grossista provinciale di alcolici acquistasse più del 50% del proprio soju dalla propria provincia; la seconda, invece, diede al governo la responsabilità di gestire l'etanolo, ingrediente principale del soju, assegnandone a ciascuna azienda una dose basata sulla quota di mercato nazionale dell'anno precedente. L'intervento di accorpamento delle aziende operato dal governo fece sì che alcune compagnie iniziassero a dominare sul mercato rispetto alle altre.
Negli anni Ottanta e Novanta si sviluppò una tendenza al libero scambio, per cui il governo sudcoreano iniziò a deregolamentare l'industria del soju: nel gennaio 1991 revocò le restrizioni sulle nuove licenze per la distribuzione di alcol, nel gennaio 1992 l'obbligo di acquistare solo dalla propria provincia, e nel marzo 1993 rimosse o indebolì altre regolamentazioni sulla produzione di soju. Tra il 1993 e il 1995, la quota di mercato dell'azienda HiteJinro nei mercati regionali al di fuori del proprio aumentò, mentre le aziende locali registrarono un costante calo: per questo i produttori locali fecero pressione affinché le politiche di protezione abolite fossero reintegrate, portando l'Assemblea nazionale a introdurre nuovamente l'obbligo di acquisto di soju locale nell'ottobre 1995. La decisione tuttavia venne impugnata e abolita nel dicembre 1996 dopo essere stata dichiarata incostituzionale dalla Corte suprema.
La proibizione di produrre soju dal riso venne revocata nel 1999, ma quello economico continuò a essere realizzato a partire da altre materie prime. Il soju diluito ridusse progressivamente la propria gradazione alcolica del 30% al 25% nel 1973 e al 23% nel 1998, e si diffuse una variante con gradazione minore del 17%. Dal 2015 si producono soju alla frutta.
Per anni, come nel 2013 e nel 2019, il soju prodotto dalla HiteJinro è risultato il superalcolico più venduto al mondo.

## Rituale di consumazione
In Corea il soju è relativamente economico ed è l'alcolico più apprezzato e consumato. Il suo consumo prevede una particolare etichetta: non ci si versa il soju da soli; non si rabbocca il bicchiere finché non è vuoto; il bicchiere va tenuto con entrambe le mani se il soju viene versato da una persona rispettata; la bottiglia viene tenuta con la mano destra mentre la mano sinistra sostiene il braccio destro.